# Udvardya elegans
Udvardya elegans är en spindelart som först beskrevs av Kálmán Szombathy 1915.  Udvardya elegans ingår i släktet Udvardya och familjen hoppspindlar. Inga underarter finns listade i Catalogue of Life.